# Język geograficzny

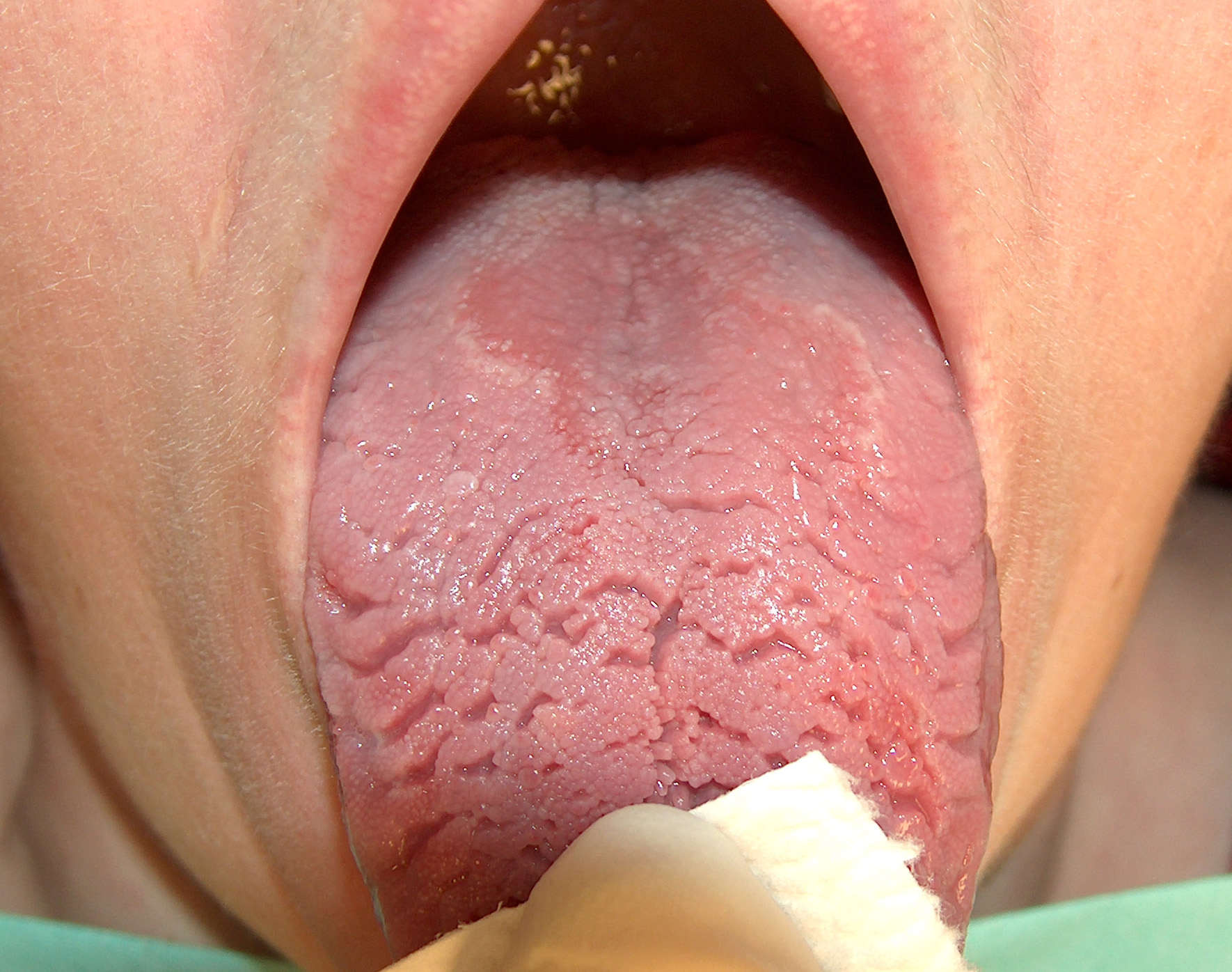
Język mosznowy – widoczne głębokie bruzdy na powierzchni grzbietowej języka, w części tylnej widoczna wyspowa zmiana - język geograficzny. Język mosznowy i geograficzny często występują razem.

Język geograficzny, rumień wędrujący języka (łac. lingua geographica) – termin medyczny służący do określenia sytuacji, gdy na powierzchni języka występują gładkie obszary o złuszczonych wierzchnich warstwach, co powoduje powstanie plam o innym zabarwieniu. Stwierdza się jego występowanie w skazie wysiękowej, w chorobach gruczołów wydzielania wewnętrznego, lub też występuje rodzinnie i nie ma wtedy znaczenia diagnostycznego.
Badania wykazują dodatnią korelację występowania języka geograficznego i łuszczycy.